# Bathyclès de Magnésie
Bathyclès de Magnésie (en grec ancien Βαθυκλῆς / Bathuklếs) est un sculpteur grec du VIe siècle av. J.-C., originaire de Magnésie du Méandre (en Ionie).

## Biographie
Il fut chargé par Sparte de sculpter le trône en marbre de la statue d'Apollon à Amyclées (550 av. J.-C.). Pausanias nous donne une description détaillée de ce monument, illustrant le caractère de l'art ionien de l'époque, orné de scènes mythologiques et de figures de support.